# Cybaeodes testaceus
Cybaeodes testaceus är en spindelart som beskrevs av Simon 1878. Cybaeodes testaceus ingår i släktet Cybaeodes och familjen månspindlar. Inga underarter finns listade i Catalogue of Life.